# Penèleos
Penèleos (en grec antic Πηνέλεως), va ser, segons la mitologia grega, un heroi beoci que figura entre els pretendents d'Helena. És fill d'Hipàlcim, o Hipalm.
Se l'inclou en la llista dels argonautes, però sobretot és famós a la Ilíada. Era un dels pretendents d'Helena. Va comandar, segons el catàleg de les naus, un contingent de dotze naus de Beòcia. Va matar en una batalla Ilioneu i Licó, i va ser ferit per Polidamant. La seva mort no té constància a la Ilíada. Poemes posteriors expliquen que va morir a mans d'Eurípil, el fill de Tèlef. Els grecs van plorar la seva mort i va rebre honors funeraris en una tomba individual, mentre que la majoria d'herois caiguts al camp de batalla rebien una sepultura col·lectiva. Una tradició diferent el feia figurar entre els cabdills que van entrar dins del cavall de fusta i van prendre la ciutat de Troia.